# 브라이턴 대학교
브라이턴 대학교(University of Brighton)는 잉글랜드의 남쪽 연안 브라이턴과 이스트본에 4곳의 캠퍼스를 둔 공립 대학이다. 이 대학교의 뿌리는 로열 파빌리언에 브라이턴 예술학교(Brighton School of Art)가 설립된 1858년으로 거슬러 올라간다. 1992년에 대학교(university) 지위를 얻었다. 다루는 분야는 약학대학, 공학, 생태학, 컴퓨팅, 수학, 건축, 지질학, 간호, 교육, 스포츠 과학, 저널리즘, 범죄학, 비즈니스 등을 포함한다. 학생 수는 약 18,000명, 직원 수는 약 2,400명이다.

## 같이 보기
- 영국의 대학 목록